# Miguel Capellán del Val
Miguel Capellán del Val (Hervías, La Rioja, 29 de junio de 1970), conocido como Capellán, es un expelotari español en la modalidad de mano. Su afición a la pelota le viene de familia, ya que su tío, Juanito del Val, también fue un conocido pelotari. También su hermano Roberto Capellán continúa la saga de pelotaris de la familia, aunque en categorías inferiores.
Debutó como profesional el 25 de octubre de 1992 en el frontón Adarraga de Logroño. Juega como delantero con la empresa ASPE. Militó en las filas de la citada empresa hasta el 14 de febrero de 2010, fecha en la que disputó su último partido antes de pasar a engrosar la nómina de la empresa Garfe, en la que continuará en activo pero a un nivel menor de exigencia.
Entre su palmarés se encuentran los siguientes trofeos:
Aficionado
- 1988, Campeón de España juvenil sub-18[1]
- 1991, Subcampeón del GRAVN sub-22[1]

Profesional
- 1996, Campeón de Euskadi de parejas (junto a Elkoro)[4]
- 1996, Campeón de España de parejas (junto a Beloki)[2]

## Final de mano parejas
| Año     | Campeones         | Subcampeones      | Tanteo | Frontón   |
| ------- | ----------------- | ----------------- | ------ | --------- |
| 1995-96 | Capellán - Beloki | Etxaniz - Arretxe | 22-18  | Atano III |